# الجبهة الوطنية الديمقراطية
حزب الجبهة الوطنية الديمقراطية' حزب سياسي يمني ، تقدم للتسجيل في لجنة شئون الأحزاب 26 نوفمبر 1995 وحصل على قرار التسجيل من لجنة شئون الأحزاب في 31 ديسمبر 1995 . الأمين العام للحزب ناصر بن ناصر النصيري .

## العملية السياسية
- شارك في الانتخابات النيابية الأولى 1993 والثانية 1997 ولم يحصل على أي مقعد في البرلمان.
- شارك في الانتخابات النيابية الثالثة 2003 ولم يحصل على أي مقعد وحصل على 7056 صوت من إجمالي الأصوات الصحيحة البالغ عددها 5996049 وبنسبة 0.12%.
- في الانتخابات الرئاسية الأولى 1999 قام بدعم مرشح المؤتمر الشعبي العام .